# 花見澤Q太郎
花見澤Q太郎，日本男性漫畫家。新潟縣阿賀野市（舊屬北蒲原郡）出身。簡稱「花Q」。

## 簡歷
- 過去主要參加成人漫畫的同人活動
- 1993年，以《夏之日（夏の日）》（司書房）正式出道。
- 之後，於少年畫報社的雜誌Young King上連載《ちまちまハイスクール》、《痛快すずらん通り》、《HoneyBlue》
- 2000年開始連載於Young King《桃色三悟》（ももいろさんご）。
- 2002年開始於小學館的月刊Sunday GENE-X連載《REC》
- 2006年，REC動畫化，為花Q的重大里程碑。
- 2011年4月，作品《花日和~花見澤Q太郎自選集》（花日和~花見沢Q太郎自撰集~）因含有校園內性行為情節，被出版倫理協議會與出版倫理懇話會列為7月1日起《東京都青少年健全育成條例》施行後，不得再出版販售的六部作品之一。

## 作品列表
- 夏之日（司書房）
- 月家的一族（司書房）
- 雛（司書房、短編集）
- 西瓜、海、太陽（スイカと海と太陽と）（司書房）
- ちまちまはいすくーる（少年画報社）
- 痛快すずらん通り（少年画報社）
- The☆花Q World（ザ☆花Ｑワールド）（司書房、付CD-ROM的短編集）
- HoneyBlue（少年画報社）
- 冒険どきの私達伝説（集英社）
- 白色月光（白い月光）（少年画報社、全2集）
- おひさま（司書房、短編集）
- 桃色三悟（ももいろさんご）（Young King連載、少年画報社、1～11卷發售中）
- BWH（集英社、全3集）
- 電動侍（大都社）
- 花ごよみ（司書房、短編集（「雛」、「おひさま」再收錄））
- 西瓜、海、太陽（大都社、新裝版）
- 月家一族（月家の一族）（大都社、新裝版）
- REC（「月刊Sunday GENE-X連載」、小學館、1～14卷發售中）
- NAGI（少年画報社）
- ちますず（少年画報社、「ちまちまはいすくーる」、「痛快すずらん通り」新裝版）
- 白色月光 完全版（少年画報社、新裝版）
- 花見澤Q太郎 THE WORLD earlytime collection（司書房、付CD-ROM的短編、插畫集（含再收錄））
- 少年啊、要胸懷大志！（2011年8月 - 2013年7月、少年画報社、『月刊ヤングキングアワーズGH』連載、全4巻）

## 外部連結
- 花見沢Ｑ太郎純正ＨＰ（日語）